# Manuscrit trouvé à Saragosse
 (juillet 2016).
Si vous disposez d'ouvrages ou d'articles de référence ou si vous connaissez des sites web de qualité traitant du thème abordé ici, merci de compléter l'article en donnant les références utiles à sa vérifiabilité et en les liant à la section « Notes et références ».
Manuscrit trouvé à Saragosse est un roman de l'écrivain polonais francophone Jean Potocki (1761-1815), composé initialement sur le modèle du Décaméron de Boccace ou récit-cadre, et bâti sur le principe de la répétition d'un motif et de la mise en abîme. Potocki en a écrit trois versions différentes : une de 1794, une autre en 1804, composée de quarante-cinq journées et abandonnée, puis une dernière en 1810, composée de soixante-et-une journées achevées se terminant par un épilogue.

## Le roman

### Personnages
- Alphonse van Worden, le narrateur
- Cheik Gomelez, mystérieux conspirateur
- Émina et Zibeddé, sœurs jumelles et princesses mauresques.
- L’ermite
- Pascheco, domestique démoniaque de l’ermite
- Don Pedro Uzeda, cabbaliste
- Donna Rébecca Uzeda, sœur du cabbaliste
- Ahasuerus, Juif errant
- Don Pedro Velasquez, géomètre
- Don Avadoro, chef gitan
- Don Toledo, chevalier amoureux
- Busqueros, méchant
- Les frères de Zoto, bandits à la potence. Zoto lui-même se cache quelque part dans les montagnes voisines.

### Sujet
Pendant les Guerres napoléoniennes, lors du siège de Saragosse (1809), un officier français prisonnier fait la lecture à son geôlier d'un étrange manuscrit découvert dans une maison abandonnée.
Ce récit raconte l'arrivée du jeune Alphonse Van Worden en Espagne avec le grade de capitaine des Gardes wallonnes. Il se voit entraîné dans une étrange aventure, qui prendra l’allure d’une épreuve initiatique. Pendant les deux mois qu’il va passer dans la chaîne des Alpujarras de la Sierra Morena, plusieurs personnes vont ainsi lui raconter l’histoire de leur vie. À l'intérieur de ces récits, d'autres narrations faites par d’autres personnes qui relatent à leur tour des histoires qu’elles ont entendues, survenues des années auparavant, viendront s'intercaler, jusqu'à créer une quintuple mise en abyme.
Le texte comprend (dans sa version de 1810) soixante-et-une « journées », à la manière du Décaméron de Boccace ou de L'Heptaméron de Marguerite de Navarre, chacune d'entre elles renfermant plusieurs nouvelles qui s'emboîtent les unes dans les autres.
Cette œuvre complexe relève à la fois du roman picaresque, du roman libertin, du conte philosophique et du récit fantastique.

## Sort du texte et révélation tardive
Le texte du Manuscrit demeura presque inconnu au XIXe siècle. Seule une traduction en polonais, faite en 1847, donnait le texte dans son intégralité. Ce n'est qu'en 1958 que Roger Caillois fait redécouvrir ce livre et publie une première édition en français (langue originale du roman), mais qui ne représente alors qu'environ un quart du texte survivant. Il faut attendre 1989 pour que René Radrizzani donne une version complète en français de ce roman baroque, une des merveilles de la littérature de langue française des années 1750-1850.
Des publications partielles, faites du vivant de l'auteur, mais longtemps attribuées à Charles Nodier, sont parues sous les titres Avadoro, histoire espagnole (1813) et Dix journées de la vie d'Alphonse Van Worden (1814). Elles sont en leur temps tellement peu remarquées que la seconde fait en outre l'objet, en 1841-1842, d'un plagiat manifeste, qui fait scandale, sous le titre Mémoires inédits de Cagliostro,.

## Commentaires
Dans la dixième journée de la vie d'Alphonse van Worden, le héros trouve sur la table un gros volume, écrit en caractères gothiques, dont le titre était Relations curieuses de Hapelius et ouvert au début d'un chapitre où est relatée l'Histoire de Thibaud de la Jacquière. Or, en 1822, Charles Nodier publia un récit dans Infernaliana (Éd. Sanson) sous le titre Les Aventures de Thibaud de la Jacquière. Dans ses notes accompagnant l'édition des Contes de Charles Nodier aux Éditions Garnier, Pierre-Georges Castex observe que la formulation « publié par Ch. N. » ne signifie nullement que Charles Nodier en soit, à proprement parler, l'auteur. En fait on retrouve l'origine de cette histoire dans Les Histoires tragiques de nostre temps de François de Rosset, qui avaient connu dès leur publication, en 1614, un succès exceptionnel (Histoire X : D'un démon qui apparaissait en forme de damoiselle au lieutenant du chevalier du guet de la ville de Lyon. De leur accointance charnelle, et de la fin malheureuse qui en succéda).

## Éditions
- Roger Caillois (éd.), Manuscrit trouvé à Saragosse (version tronquée), Paris, Gallimard, 292 p. , 1958 (BNF 41674902) ; réédition sous le titre La Duchesse d'Avila (Manuscrit trouvé à Saragosse), avec une préface originale de Roger Caillois (Destin d'un homme et d'un livre), illustration de couverture de Jean-Pierre Sénamaud, Paris, Gallimard, coll. « Folio » no 215, 1972, 312 p.  (ISBN 2-07-036215-9)
- Compagnie des bibliophiles du livre d'art et de l'Amérique Latine (éd.), Manuscrit trouvé à Saragosse, eaux-fortes originales de Leonor Fini, 1961
- René Radrizzani (éd.), Manuscrit trouvé à Saragosse, Paris, Corti, 1989  (ISBN 2-7143-0314-5) ; édition corrigée et augmentée en 1992 ; réédition, Paris, LGF, coll. « Le Livre de poche » no 9649, 1993, 766 p.  (ISBN 2-253-06353-3)
- François Rosset, Dominique Triaire (éd.), Manuscrit trouvé à Saragosse :
  - version de 1804, Louvain, Peeters, coll. « La République des Lettres », no 14, 2004, 590 p.  (ISBN 978-9-04-291665-4) ; reprise : Paris, GF-Flammarion, no 1342, 2008, 770 p.  (ISBN 978-2-08-121143-8)
  - version de 1810, Louvain, Peeters, coll. « La République des Lettres », no 15, 2004, 480 p.  (ISBN 978-9-04-291666-1) ; reprise : Paris, GF-Flammarion, no 1343, 2008, 862 p.  (ISBN 978-2-08-121144-5)
  - Coffret deux vol. (versions de 1804 et 1810), Paris, GF-Flammarion, no 1343, 2008, 1600 p.  (ISBN 978-2-081-21185-8)

## Adaptations

### Au cinéma
- 1965 : Le Manuscrit trouvé à Saragosse (Rękopis znaleziony w Saragossie), film polonais réalisé par Wojciech Has, adaptation cinématographique avec Zbigniew Cybulski
- 2017 : Agadah, film italien réalisé par Alberto Rondalli, avec Pilar López de Ayala

### À la télévision
- 1964 : Le récit de Rebecca, moyen-métrage de Paul Vecchiali.
- 1973 : La Duchesse d'Avila, mini-série français en 4 épisodes réalisé par Philippe Ducrest pour la 2e chaîne de l'ORTF. Cette adaptation du Manuscrit trouvé à Saragosse est interprétée par José Luis de Vilallonga (Alphonse Van Worden), Jean Blaise (Alphonse Van Worden Y Gomelez), Evelyne Eyfel (la duchesse d'Avila), Jacqueline Laurent (Emina) et Jacques Morel (Tolède). Cette mini-série en quatre parties d'une durée totale de presque six heures a été tournée en grande partie dans la Sierra Nevada et à l'Alhambra de Grenade. Elle a nécessité un an de tournage et deux ans de montage. À cette occasion, le roman a été réédité sous ce titre[3].
- 2000 : Dans la série policière inspirée des romans noirs d'Andrea Camilleri, le commissaire Montalbano dans La mort de l'artiste, retrouve la victime avec à ses côtés le roman de Potocki, fil conducteur de l'enquête.

### À l'opéra
- 2001 : Manuscrit trouvé à Saragosse, opéra du compositeur hispano-canadien José Evangelista, livret d'Alexis Nouss d'après Potocki.